# Norddeutsche Akademie für Finanzen und Steuerrecht
Die Norddeutsche Akademie für Finanzen und Steuerrecht Hamburg (NoA) ist eine nichtrechtsfähige Anstalt des öffentlichen Rechts im Geschäftsbereich der Finanzbehörde Hamburg zur Aus- und Fortbildung von Steuerbeamten für die Finanzverwaltungen in Hamburg, Bremen und Mecklenburg-Vorpommern sowie für das Bundeszentralamt für Steuern.
Sie wurde im Jahre 2010 gegründet und entstand aus der Zusammenlegung der vormaligen Hochschule für Finanzen Hamburg (Ausbildung für den gehobenen Dienst) mit der Landesfinanzschule Hamburg (Ausbildung für den mittleren Dienst).
Die Akademie unterteilt sich in einen
- Fachhochschulbereich, dem die Ausbildung zur Diplom-Finanzwirtin oder zum Diplom-Finanzwirt nach § 4 des Steuerbeamten-Ausbildungsgesetzes (StBAG), einen
- Finanzschulbereich, dem die Ausbildung zur Finanzwirtin oder zum Finanzwirt nach § 3 StBAG obliegt[4], sowie den
- Bereich Fortbildung.[5]

Nach § 2 Absatz 2 des Errichtungsgesetzes kann die Norddeutsche Akademie Ausbildungsfunktionen auch für Steuerverwaltungen anderer Bundesländer wahrnehmen. So unterhält die Akademie neben dem Hauptsitz in Hamburg-Hamm derzeit eine Außenstelle in Bremen sowie in Güstrow.

## Gebäude

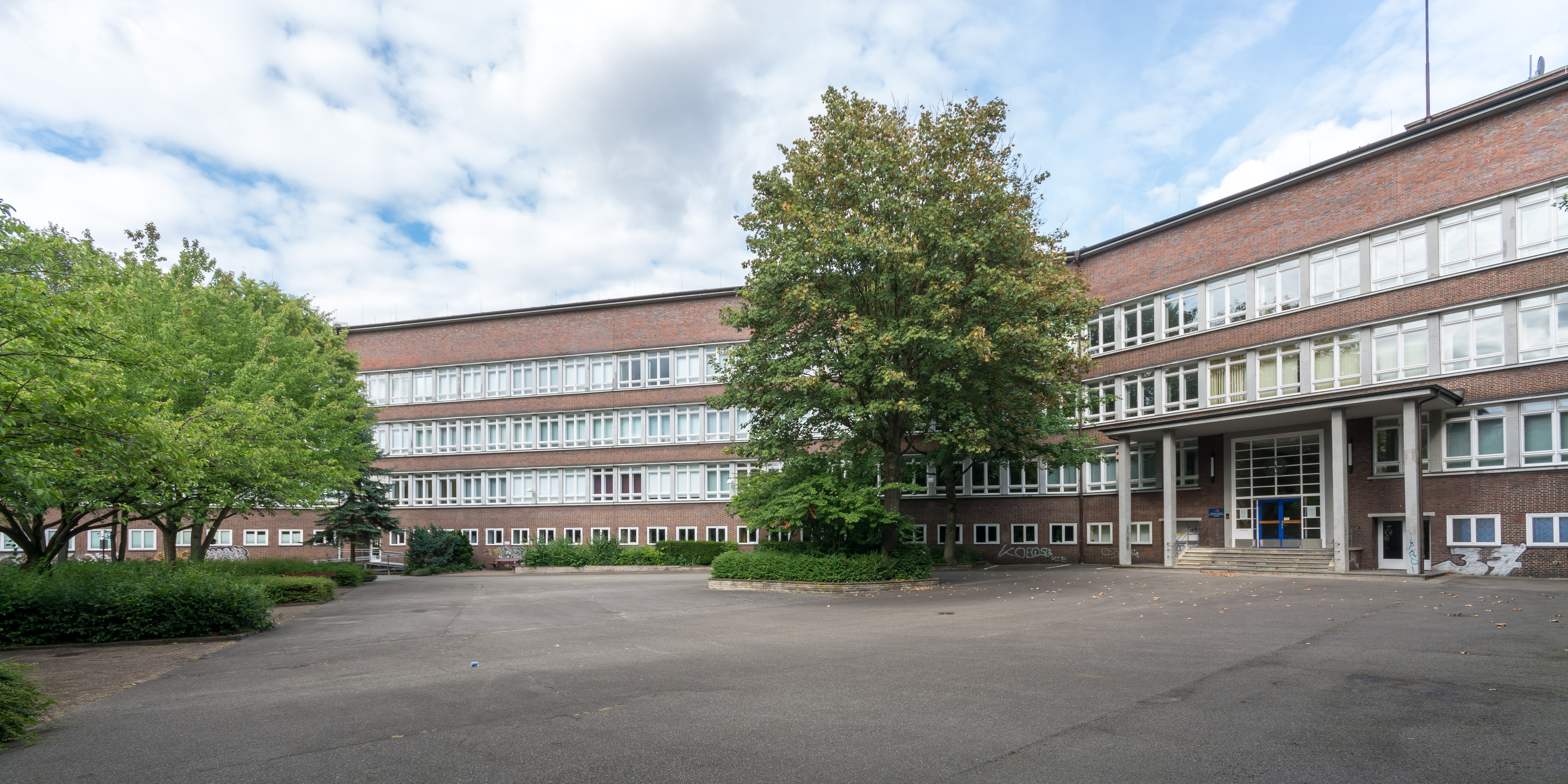
Der Bau von 1928–30 am Hammer Steindamm

Die Akademie und ihre Vorgängereinrichtungen sind seit 1987 im Gebäude des ehemaligen Kirchenpauer-Gymnasiums in Hamburg-Hamm untergebracht, benannt nach dem früheren Bürgermeister Gustav Heinrich Kirchenpauer. Der markante Dreiflügelbau gegenüber dem Haupteingang zum Hammer Park entstand in den Jahren 1928–1930 nach Plänen von Heinrich Bomhoff und Hermann Schöne und steht unter Denkmalschutz. Im Zweiten Weltkrieg wurde das Gebäude als Lazarett genutzt, in den 1950er Jahren diente es zeitweilig auch als Gewerbeschule. Das Kirchenpauer-Gymnasium zog 1986 an den Standort des Gymnasiums Borgfelde an der Hammer Landstraße und wurde dort zum Gymnasium Hamm vereinigt. Seit August 2020 trägt die Schule den Namen Louise-Weiss-Gymnasium.